# آبیلا

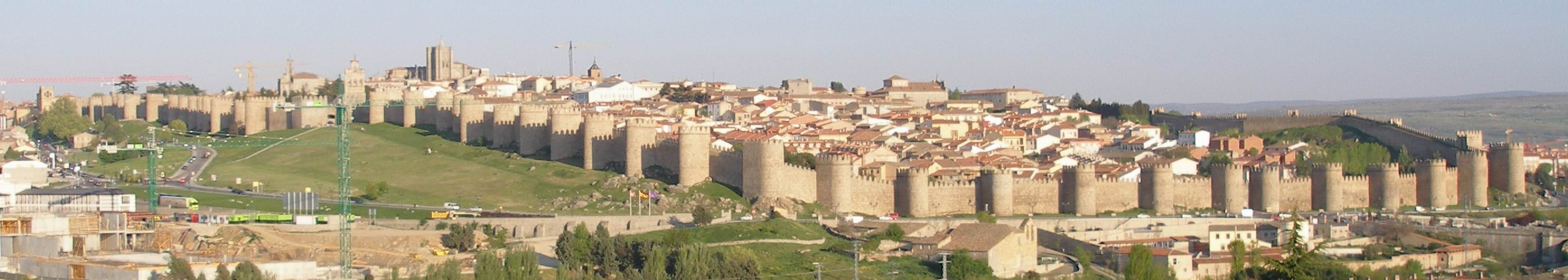
دورنمای آبیلا

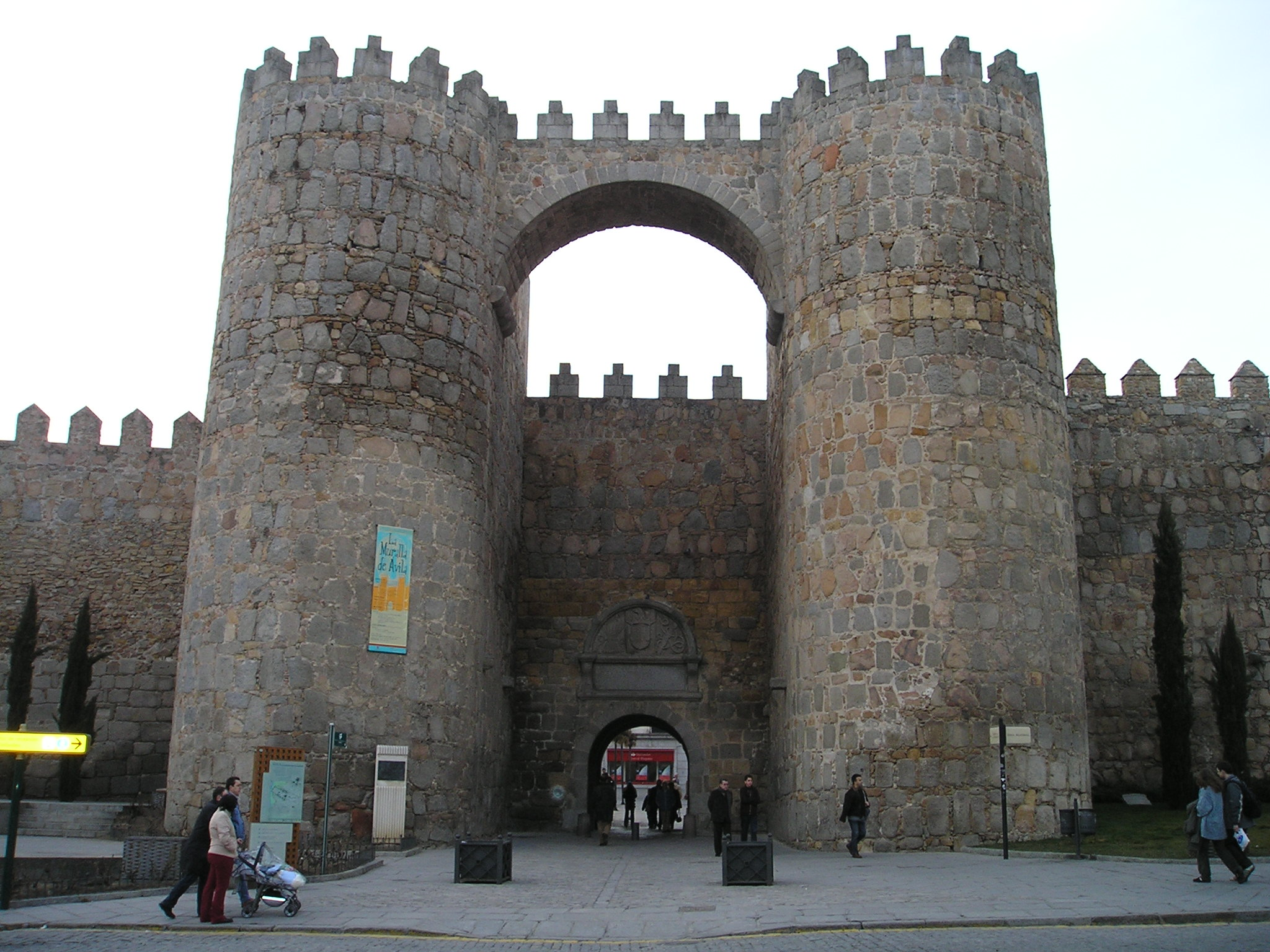
دروازه آلکازار

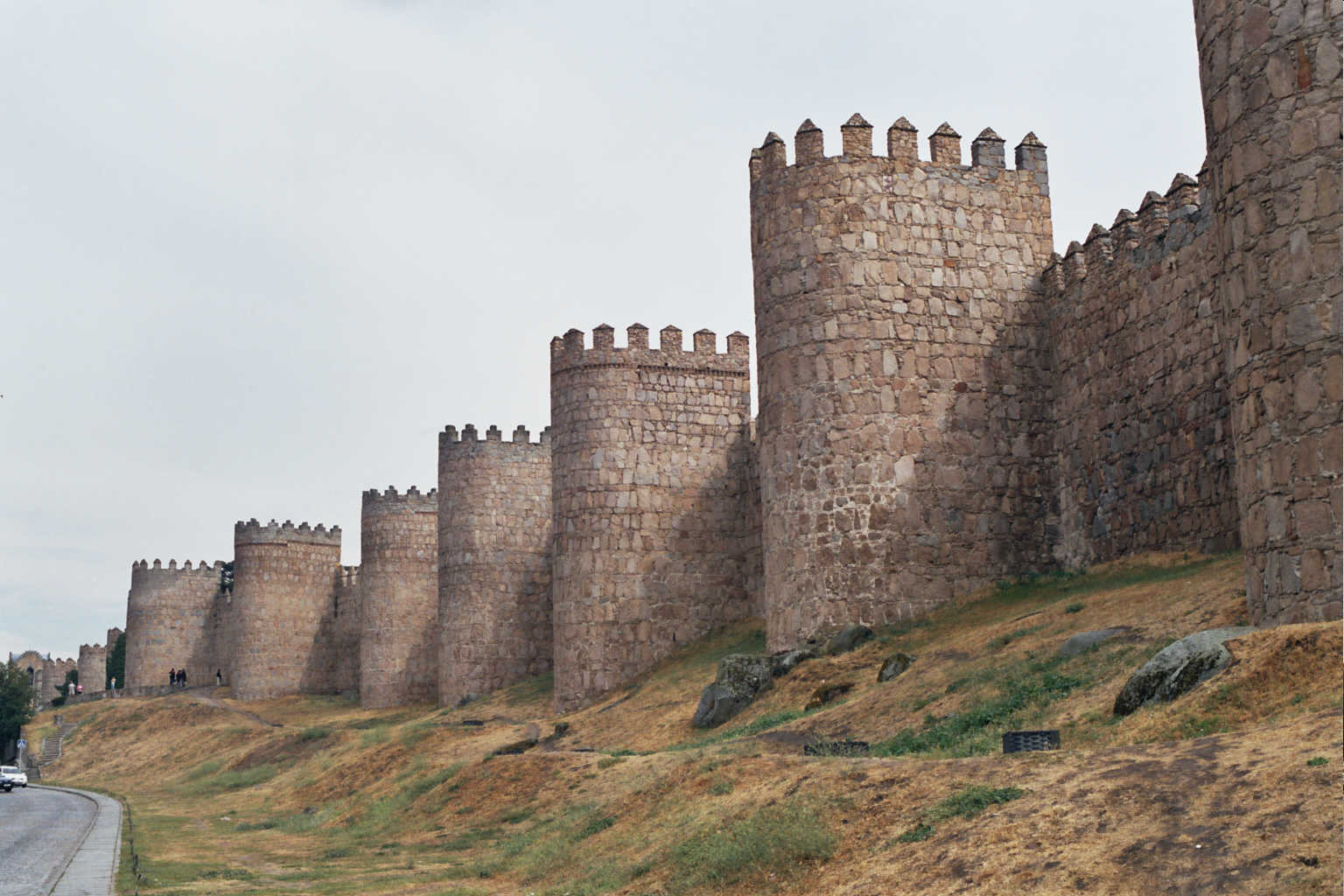
دیوارهای شهر آبیلا

آبیلا (اسپانیایی: Ávila) مرکز استان آبیلای اسپانیا است. جمعیت آن ۵۳٬۲۷۲ نفر و مساحتش ۲۳۲ کیلومتر مربع است.